# تاکاهیسا نیشییاما
تاکاهیسا نیشییاما (انگلیسی: Takahisa Nishiyama؛ زادهٔ ۱۱ ژوئیهٔ ۱۹۸۵) بازیکن فوتبال اهل ژاپن است.
از باشگاه‌هایی که در آن بازی کرده‌است می‌توان به باشگاه فوتبال کاوازاکی فرونتال اشاره کرد.